# Rejon nielidowski
Rejon nielidowski (ros. Нелидовский район) – rejon w Rosji, w obwodzie twerskim, ze stolicą w Nielidowie.
Część rejonu zajmuje Centralno-Leśny Rezerwat Biosfery.

## Historia
Ziemie obecnego rejonu nielidowskiego w latach 1508–1514 i 1611–1667 znajdowały się na pogranicznych terenach województwa smoleńskiego, w Rzeczypospolitej Obojga Narodów. Od 1667 w granicach Rosji.